# Shelbourne Ladies Football Club
Pour les articles homonymes, voir Shelbourne.
Maillots
Actualités
Le Shelbourne Ladies Football Club est un club de football situé dans le nord de Dublin. Il s'agit de la section féminine du Shelbourne Football Club. L'équipe première du club évolue dans le championnat d'Irlande de football féminin et joue ses matchs à Tolka Park. Les autres équipes du club disputent la Dublin Women's Soccer League et les Metropolitan Girls League et North Dublin Schoolboys/Girls League.

## Histoire
En 1995, soit exactement cent ans après la formation de l'équipe masculine, le Shelbourne Football Club crée une équipe féminine. Cette création s'opère en absorbant un club préexistant, le Welsox Football Club. Le Welsox joue alors dans les Civil Service League et Dublin Women's Soccer League et a remporté à deux reprises la Coupe d'Irlande (1992 et 1994). Cette nouvelle entité, sous la coupe du Shelbourne continue sur la même voie : deux fois finaliste de la Coupe d'Irlande en 1997 et 1999, et trois fois deuxième de la DWSL en 1998, 1999 et 2000. Susan Ronan, future entraîneuse de l'équipe nationale irlandaise joue à cette époque-là d'abord au Welsox puis au Shelbourne Ladies. 
Après son intégration dans Shelbourne, le club est administré principalement, mais pas exclusivement, par des femmes sur la base du volontariat, tout en recevant un soutien financier et logistique du club masculin. Cependant, en 2002, à la suite d'un changement de direction et d'équipe d'entraîneurs, l'équipe originale des Shelbourne Ladies est dissoute. Un noyau de joueuses s'engage au Templeogue United pour fusionner avec leur équipe de filles.
Après une période d'inactivité de cinq ans, le Shelbourne Women's FC est relancé en 2007 par Mick Neville, alors directeur sportif du Shelbourne FC et l'entraîneur Keith O'Neill. Le club forme des équipes d'écolières dans la North Dublin Schoolboys/girls League avant de rejoindre la Metropolitan Girls League et la Dublin Women's Soccer League.
En 2015, Shelbourne Ladies fusionne avec l'équipe féminine senior de Raheny United. Au cours de la saison 2015-16, Shelbourne Ladies termine à la deuxième place du championnat, est finaliste de la FAI Women's Cup et du WNL Shield. Ces trois compétitions sont remportées par le même club, le Wexford Youths.  Shelbourne Ladies remporte toutefois la Coupe de la Ligue en battant les UCD Waves 3-2 en finale à Richmond Park le 1er mai 2016. En 2016, Shelbourne remporte la Coupe d'Irlande en prenant sa revanche sur Wexford Youths 5-0 en finale. La performance individuelle la plus remarquable de ce match est sans aucun doute celle de Leanne Kiernan qui a marqué un triplé et reçoit le titre de "joueuse du match".
En 2016, Shelbourne remporte son premier titre de championne d'Irlande en restant invaincues sur l'ensemble de la saison. UCD Waves termine deuxième à huit points des vainqueurs. Cette victoire qualifie le club pour sa première Ligue des champions.

### Bilan européen
Le Shelbourne Ladies Football Club participe à deux reprises à la Ligue des champions. La première fois après leur titre de 2016 et la deuxième au mois d'août 2022.
Pour leur première participation, elles se déplacent chez leur voisines de Belfast car Linfield organise le groupe 4 des qualifications. Les dublinoises terminent à la deuxième place sans perdre une seule rencontre mais ce sont bien les polonaises du Medyk Konin qui se qualifient pour le tour suivant.
En 2022, elles disputent le premier tour de qualification en Slovaquie. Lors de leur premier match, elles l'emportent 1-0 sur leurs hôtes le ŽNK Pomurje. Elles s'inclinent ensuite sèchement 3-0 contre les islandaises du Valur Reykjavik.

#### Bilan
| Compétition              | P | M | V | N | D | BP | BC | Diff. |
| ------------------------ | - | - | - | - | - | -- | -- | ----- |
| Ligue des champions (C1) | 3 | 7 | 3 | 2 | 2 | 7  | 6  | +1    |

#### Résultats
Légende
- Victoire ou qualification pour le tour suivant
- Match nul
- Défaite ou élimination de la compétition

Note : dans les résultats ci-dessous, le score du club est toujours donné en premier
| Saison    | Compétition         | Tour                    | Club            | Domicile | Extérieur | Total    |
| --------- | ------------------- | ----------------------- | --------------- | -------- | --------- | -------- |
| 2017-2018 | Ligue des champions | Premier tour Q Groupe 4 | Medyk Konin     | N/A      | 0 - 0     | Deuxième |
| 2017-2018 | Ligue des champions | Premier tour Q Groupe 4 | PK-35           | N/A      | 0 - 0     | Deuxième |
| 2017-2018 | Ligue des champions | Premier tour Q Groupe 4 | Linfield FC     | N/A      | 3 - 1     | Deuxième |
| 2022-2023 | Ligue des champions | Premier tour Q          | ŽNK Pomurje     | N/A      | 1 - 0     | 1 - 0    |
| 2022-2023 | Ligue des champions | Premier tour Q          | Valur Reykjavik | N/A      | 0 - 3     | 0 - 3    |
| 2023-2024 | Ligue des champions | Premier tour Q          | Glasgow City    | N/A      | 2 - 0     | 2 - 0    |
| 2023-2024 | Ligue des champions | Premier tour Q          | Cardiff City    | N/A      | 0 - 3     | 0 - 3    |

## Palmarès
Shelbourne FC
- Championnat d'Irlande
  - Vainqueur en 2016, 2021, 2022
- Coupe d'Irlande
  - Vainqueur en 2016, 2022 et 2024
- Coupe du Président d'Irlande
  - Vainqueur en 2025
- Coupe de la Ligue d'Irlande féminine
  - Vainqueur en 2016 et 2017
- Dublin Women's Soccer League
  - Vainqueur en 2015

Welsox
- Coupe d'Irlande
  - Vainqueur en 1992 et 1994